# Toshihiro Horikawa
Toshihiro Horikawa (japanisch 堀河 俊大 Horikawa Toshihiro; * 28. Mai 1989 in Sanuki) ist ein japanischer Fußballspieler.

## Karriere
Horikawa erlernte das Fußballspielen in der Jugendmannschaft von Tokushima Vortis und der Universitätsmannschaft der Ryūtsū-Keizai-Universität. Seinen ersten Vertrag unterschrieb er 2012 bei Kamatamare Sanuki. Der Verein spielte in der dritthöchsten Liga des Landes, der Japan Football League. 2013 wurde er mit dem Verein Vizemeister der Japan Football League und stieg in die J2 League auf. Für den Verein absolvierte er 40 Ligaspiele. 2016 wechselte er zu Suzuka Unlimited FC. 2020 wechselte er zu Hokkaido Tokachi Sky Earth.